# Czelatyce
Czelatyce – wieś w Polsce położona w województwie podkarpackim, w powiecie jarosławskim, w gminie Rokietnica.
Wieś szlachecka,  własność Stanisława Derszniaka, położona była w 1589 roku w ziemi przemyskiej województwa ruskiego. W latach 1975–1998 wieś należała do województwa przemyskiego.
Wieś założona została w XIV wieku początkowo na prawie ruskim, a następnie na prawie niemieckim. Pierwsze wzmianki o wsi pojawiają się w 1393 roku, kiedy to Mikołaj Mzurowski uposaża kościół parafialny w Rudołowicach. Wieś zamieszkana była przez ludność polską oraz ruską. W roku 1620 liczba katolików wynosiła 121 osób, a w roku 1785 wzrosła do 426 osób. W roku 1902 wieś zamieszkiwało 868 katolików oraz 10 grekokatolików. Długoletnimi właścicielami Czelatyc byli Derszniakowie, a następnie przeszła ona we władanie rodu Krasickich. W wieku XVIII Czelatyce przechodzą we władanie Franciszka Ustrzyckiego, którego potomkowie posiadali we władaniu część ziem aż do lat 40. XX wieku. W latach 30. XX wieku wieś znana była z radykalnego ruchu ludowego. W czasie II wojny światowej we wsi powstała komórka Batalionów Chłopskich.
W dniu 8 marca 1943 roku hitlerowcy przeprowadzili tu krwawą pacyfikację. Ofiary pacyfikacji uczczono wybudowanym po wojnie pomnikiem.
Po II wojnie światowej nastąpił rozwój wsi.

## Części wsi
| SIMC    | Nazwa     | Rodzaj    |
| ------- | --------- | --------- |
| 0610075 | Dół       | część wsi |
| 0610081 | Góra      | część wsi |
| 0610098 | Grodzisko | część wsi |

## Związani z Czelatycami
- Franciszek Bąk – podpułkownik LWP